# Сезерьё
Сезерьё (фр. Ceyzérieu) — коммуна во Франции, находится в регионе Рона — Альпы. Департамент — Эн. Входит в состав кантона Вирьё-ле-Гран. Округ коммуны — Белле.
Код INSEE коммуны — 01073.

## География
Коммуна расположена приблизительно в 430 км к юго-востоку от Парижа, в 70 км восточнее Лиона, в 60 км к юго-востоку от Бурк-ан-Бреса.
По территории коммуны протекает река Серан.

## Население
Население коммуны на 2010 год составляло 929 человек.
| 1962 | 1968 | 1975 | 1982 | 1990 | 1999 | 2010 |
| ---- | ---- | ---- | ---- | ---- | ---- | ---- |
| 655  | 649  | 648  | 727  | 766  | 816  | 929  |

## Администрация
| Период | Период | Фамилия      | Партия        | Примечания |
| ------ | ------ | ------------ | ------------- | ---------- |
| 1995   | 2001   | Жан Патье    |               |            |
| 2001   | 2014   | Бернар Рётер | Разные правые |            |

## Экономика
В 2010 году среди 595 человек трудоспособного возраста (15—64 лет) 446 были экономически активными, 149 — неактивными (показатель активности — 75,0 %, в 1999 году было 70,6 %). Из 446 активных жителей работали 420 человек (222 мужчины и 198 женщин), безработных было 26 (10 мужчин и 16 женщин). Среди 149 неактивных 33 человека были учениками или студентами, 73 — пенсионерами, 43 были неактивными по другим причинам.

## Известные уроженцы
- Плантье, Клод-Анри-Огюстэн (1813—1875) — французский религиозный деятель, епископ Нима.